# Micranthocereus purpureus
Micranthocereus purpureus är en kaktusväxtart som först beskrevs av Robert Louis August Maximilian Gürke, och fick sitt nu gällande namn av Friedrich Ritter. Micranthocereus purpureus ingår i släktet Micranthocereus och familjen kaktusväxter. Inga underarter finns listade i Catalogue of Life.

## Bildgalleri

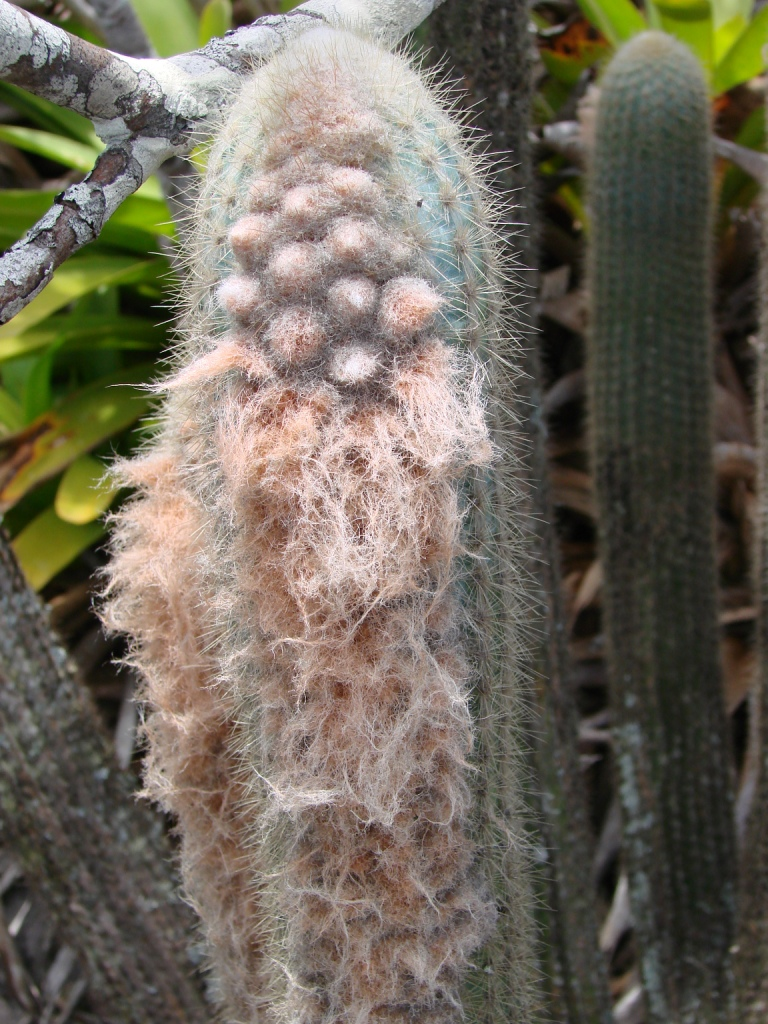
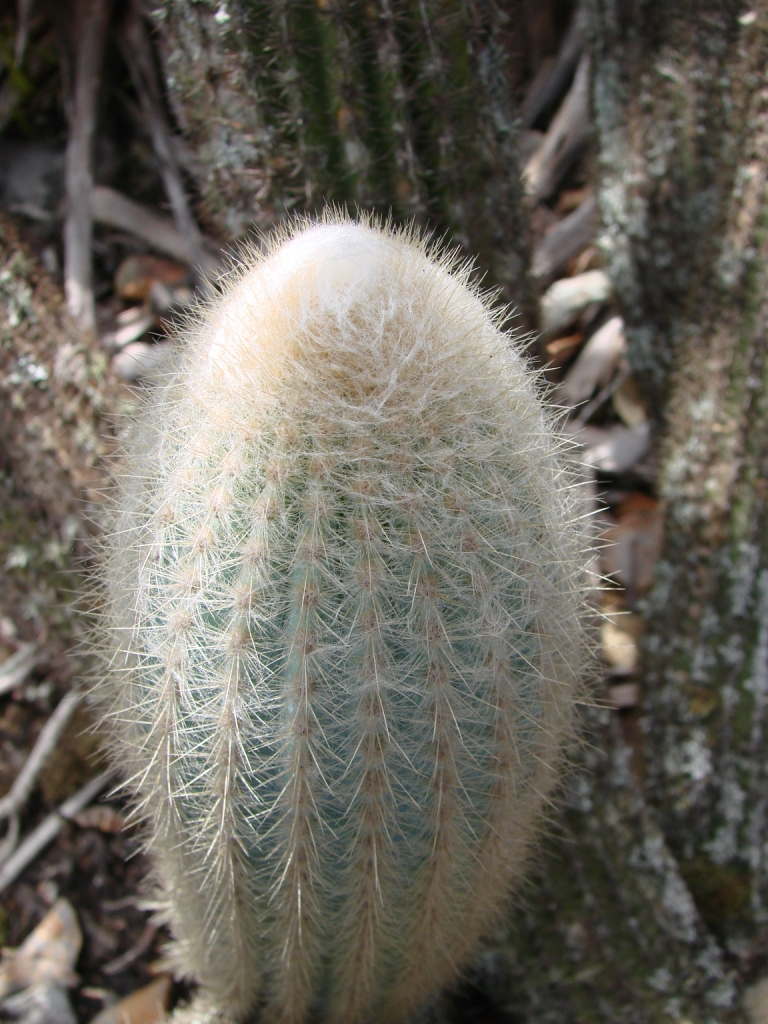
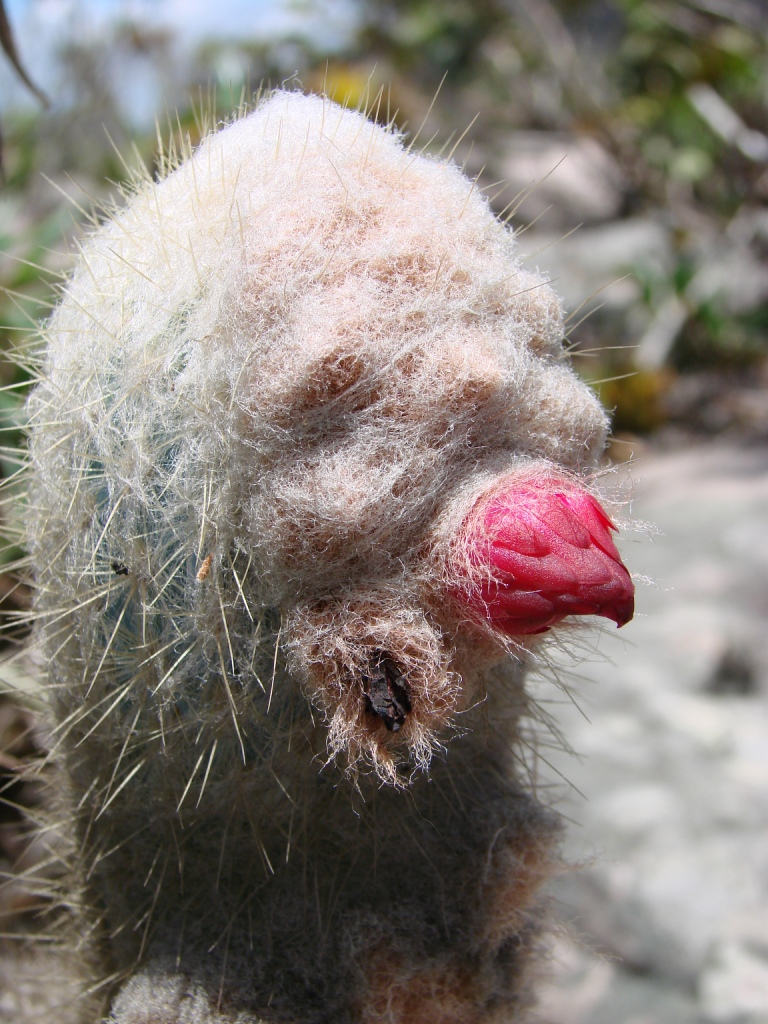